# Pamplona emarginata
Pamplona emarginata är en insektsart som beskrevs av Young 1977. Pamplona emarginata ingår i släktet Pamplona och familjen dvärgstritar. Inga underarter finns listade i Catalogue of Life.